# Rendimento (elettrotecnica)
In elettronica, così come in fisica, il rendimento rappresenta un parametro fondamentale per la caratterizzazione di un sistema.

## Definizione
Dato un qualsiasi sistema trasduttore di energia, da una qualsiasi forma di energia {\displaystyle E_{i}} in ingresso nel sistema, ad un'altra {\displaystyle E_{u}} in uscita dal sistema, si dice "rendimento" il rapporto:
{\displaystyle {\frac {E_{u}}{E_{i}}}}
Nel caso ideale in cui le perdite di energia nel sistema siano nulle, il rendimento sarà evidentemente massimo e pari a 1, cioè quando {\displaystyle E_{u}=E_{i}}
Questa condizione non è realmente riproducibile in condizioni di laboratorio, come è richiesto dal metodo scientifico, poiché nel caso reale il rendimento è sempre minore di 1 in quanto nel bilancio energetico entrano anche le perdite il cui valore è sempre diverso da zero. Il caso ideale è pertanto solo un espediente matematico che viene utilizzato per semplificare i calcoli ai soli fini pratici.
Il rendimento in un sistema reale, trasduttore di energia, è quindi una grandezza positiva minore di 1 e viene anche indicato in % moltiplicando il valore per 100.